# Triodontophorus brevicauda
Triodontophorus brevicauda är en rundmaskart som beskrevs av George Albert Boulenger 1916. Triodontophorus brevicauda ingår i släktet Triodontophorus och familjen Strongylidae. Inga underarter finns listade i Catalogue of Life.